# Шарашидзе, Кристина Георгиевна
Кристина Георгиевна Шарашидзе или Чито Шарашидзе (груз. ქრისტინე გიორგის ასული შარაშიძე, декабрь 1889 или 1887, Бахви, Кавказская администрация — 10 ноября 1973, Тбилиси) — грузинский педагог, учёный и политик, член Учредительного собрания Демократической Республики Грузия.

## Биография
Родилась в с. Бахви (ныне Озургетского муниципалитета) в семье учителей Георгия Шарашидзе и Нино Кикодзе. Старший брат — Давид Шарашидзе.
Начальное образование получила в школе села Бахви. С 1899 года училась в Кутаисском женском училище имени Святой Нино. В 1904 году в возрасте 15 лет Кристина стала организатором подпольной группы политического образования. Члены этого кружка неоднократно участвовали в демонстрациях кутаисских учащихся против самодержавия. Шарашидзе занималась распространением запрещённой литературы и рукописных газет, что в итоге стало причиной её исключения из школы в том же 1904 году. С 1905 года она стала членом РСДРП. Во время революции 1905 года она активно участвовала в революционных выступлениях, готовила информацию для газет, участвовала в работе по прекращению «армяно-мусульманских» столкновений в Тифлисе, была медсестрой в так называемом «летучем отряде», оказывая помощь пострадавшим на улицах города в ноябре 1905 года.
С 1907 года преподавала в частной гимназии Мариам Каухчишвили в Кутаиси. С 1909 года — член Грузинского общества по распространению грамотности, а в 1917 году стала членом правления (Совета) этого общества. В 1910—1911 годах — член правления Кутаисского народного университета. С 1916 по 1921 год редактировала детский журнал «Джеджили» («груз. ჯეჯილის»). В 1917 году вошла в состав Учредительного комитета Грузинского национального университета (ныне — Тбилисский государственный университет), была членом правления Общества распространения литературы Грузии.
В 1919 году была избрана в Учредительное собрание Грузии по списку социал-демократической партии, стала секретарём Президиума Учредительного собрания, а также членом учебной, библиотечной, редакционной комиссий (в дальнейшем Учредительное собрание работало как парламент). Во время своего членства в парламенте Шарашидзе уделяла основное внимание законодательству в области здравоохранения и народного образования.
После советизации Грузии она осталась на родине и присоединилась к движению сопротивления. Была членом Комитета женщин Социал-демократической партии Грузии, который тайно организовывал оказание помощи политзаключённым и их семьям. С 1922 года Комитет был преобразован в единую межпартийную организацию, «Грузинский политический красный крест», преследующую те же цели. Впервые она была арестована в августе 1921 года в Озургети. В феврале 1922 года ЧК, чтобы предотвратить антисоветские демонстрации по случаю годовщины советизации Грузии, начала массово арестовывать и изолировать лидеров и активных членов антибольшевистских партий. Кристина Шарашидзе была арестована 17 февраля 1922 года в 10-м педагогическом техникуме (где она работала учителем) за участие в студенческой забастовке. На допросе она сказала:
«… В школе была забастовка учеников, и я не знаю, кто руководил забастовкой, и лично я не имела никакого отношения к этой забастовке. Я не работаю против верховенства [советских] законов в Грузии, потому что нынешний режим делает невозможной [какую-либо] политическую работу. Я не знаю, существует ли центральный комитет партии меньшевиков и занимается ли он какой-либо работой. Я могу сказать про прочность советской власти в Грузии, что эта власть пришла сюда с помощью Российской Красной Армии, которая является реальной силой, а правительство, состоящее из грузин, является просто [фикцией] (выдумкой), [прикрывающей] господство иностранных граждан в Грузии».
Президиум Специальной комиссии Грузинской ССР приговорил Кристину Шарашидзе к 6 месяцам лишения свободы 23 марта 1922 года без учёта срока предварительного заключения. Из исправительного дома № 2 (Крепость Метехи) Кристина Шарашидзе была освобождена 6 мая 1922 года под поручительство своего брата Шалвы Шарашидзе. Её родственники также подвергались репрессиям, её отец, Георгий Шарашидзе, дважды арестован, сестра Тамара Шарашидзе в сентябре 1924 года была выслана в Среднюю Азию, её муж Николоз Карцивадзе первый раз арестован в 1922 году, затем повторно арестован и расстрелян в 1937 году.
В 1927—1931 училась на факультете грузинского языка и литературы в Тифлисском государственном университете. С 1924 по 1925 год она возглавляла Кабинет грузинского языка в Доме учителей, а с 1917 по 1931 год была сотрудником Историко-этнографического музея. В 1934 году зачислена в Государственный университет в связи с передачей туда Библиотеки историко-этнографического музея, но в 1935 году уволена по распоряжению ректора Левана Агниашвили из-за конфликта в библиотеке. В 1936—1937 годах участвовала в организации Юбилейной выставки Шота Руставели.
С 1938 по 1941 год редактировала первый том «Грузинской книжной библиографии», выезжала по служебным делам в Ленинград. В 1940—1945 работала в отделе рукописей Государственного музея и Академии наук. В 1945—1958 годах она была научным сотрудником отдела рукописей, готовила важные работы по истории грузинского печатного дела, в том числе материалы «Первая типография в Грузии (1709—1722)». Ей были отредактированы и изучены более 1500 рукописей IX—XIX веков, наиболее важными из которых являются материалы Хеви «История Южной Георгии в трех сюжетах» и «История Южной Георгии». Вместе с Константином Гамсахурдиа и несколькими другими людьми, несмотря на опасность репрессий со стороны властей, выступила с речью на похоронах Эквтиме Такаишвили 21 февраля 1953 года. С 1958 по 1964 год была научным сотрудником Института рукописей.
До 1964 года находилась под постоянным наблюдением советских силовых структур.
В 1964 году стала персональным пенсионером республиканского значения.
Умерла 10 ноября 1973 года в Тбилиси. Похоронена 13 ноября на кладбище Ваке. Её личный архив: биографические материалы, творческие материалы, корреспонденция, фотографии и различные другие материалы, в общей сложности 2938 единиц хранения находятся в Национальном центре рукописей.

## Семья
- Брат — Шалва Георгиевич Шарашидзе (26 марта 1880—15 мая 1934), писатель-сатирик, псевдоним «Мышь» (თაგუნა — «taguna»), был арестован в сентябре 1924 года[5].
- Брат — Давид Георгиевич Шарашидзе (1886 — 5 ноября 1935) — грузинский политик, член Учредительного собрания Грузии.
- Сестра — Тамара Георгиевна Шарашидзе, в сентябре 1924 года выслана в Среднюю Азию, а её муж, заместитель министра иностранных дел в правительстве Ноя Жордания, Николоз Карцивадзе был первый раз арестован в 1922, снова арестован в 1937, после чего расстрелян как один из активистов и руководителей меньшевистской партии Грузии[6].